# Okręg wyborczy nr 61 do Sejmu Polskiej Rzeczypospolitej Ludowej (1989–1991)
Okręg wyborczy nr 61 do Sejmu Polskiej Rzeczypospolitej Ludowej (1989–1991) obejmował Łódź-Polesie i Łódź-Śródmieście oraz gminy Aleksandrów Łódzki, Brójce, Konstantynów Łódzki, Pabianice i Rzgów (województwo łódzkie). W ówczesnym kształcie został utworzony w 1989. Wybieranych było w nim 5 posłów w systemie większościowym.
Siedzibą okręgowej komisji wyborczej była Łódź-Śródmieście.

## Wybory parlamentarne 1989

### Mandat nr 235 –Polska Zjednoczona Partia Robotnicza
| Kandydat | I tura | I tura | II tura | II tura |
| Kandydat | Głosów | %      | Głosów  | %       |
| --- | ------ | ------ | ------- | ------- |
| Halina Suskiewicz                                                                                              | 16 355 | 13,78  | 37 063  | 37,77   |
| Wojciech Janicki                                                                                               | 12 518 | 10,55  | 29 037  | 29,59   |
| Karol Stryjski                                                                                                 | 11 941 | 10,06  | —       | —       |
| Hanna Maciejewska                                                                                              | 9904   | 8,34   | —       | —       |
| Romuald Olaczek                                                                                                | 6259   | 5,27   | —       | —       |
| Donat Lewandowski                                                                                              | 6182   | 5,21   | —       | —       |
| Liczba głosów ważnych: 118 699 (I tura) • 98 138 (II tura) Źródło: Państwowa Komisja Wyborcza I tura i II tura |        |        |         |         |

### Mandat nr 236 –Polska Zjednoczona Partia Robotnicza
| Kandydat | I tura | I tura | II tura | II tura |
| Kandydat | Głosów | %      | Głosów  | %       |
| --- | ------ | ------ | ------- | ------- |
| Anna Kwietniewska                                                                                              | 22 036 | 18,43  | 37 632  | 38,61   |
| Elżbieta Zakrocka                                                                                              | 11 881 | 9,94   | 21 479  | 22,04   |
| Tadeusz Piotrowski                                                                                             | 9452   | 7,91   | —       | —       |
| Barbara Sidor-Pietras                                                                                          | 7975   | 6,67   | —       | —       |
| Włodzimierz Węglarczyk                                                                                         | 7242   | 6,06   | —       | —       |
| Liczba głosów ważnych: 119 555 (I tura) • 97 463 (II tura) Źródło: Państwowa Komisja Wyborcza I tura i II tura |        |        |         |         |

### Mandat nr 237 –Stronnictwo Demokratyczne
| Kandydat | I tura | I tura | II tura | II tura |
| Kandydat | Głosów | %      | Głosów  | %       |
| --- | ------ | ------ | ------- | ------- |
| Bohdan Osiński                                                                                                 | 22 486 | 18,44  | 45 183  | 46,04   |
| Joanna Santi-Leszczyńska                                                                                       | 16 495 | 13,53  | 30 028  | 30,60   |
| Jarosław Szymański                                                                                             | 15 230 | 12,49  | —       | —       |
| Janina Tropisz                                                                                                 | 13 014 | 10,67  | —       | —       |
| Liczba głosów ważnych: 121 942 (I tura) • 98 143 (II tura) Źródło: Państwowa Komisja Wyborcza I tura i II tura |        |        |         |         |

### Mandat nr 238 – bezpartyjny
| Kandydat                                                          | Głosów  | %     |
| ----------------------------------------------------------------- | ------- | ----- |
| Andrzej Kern                                                      | 103 938 | 78,94 |
| Władysław Welfe                                                   | 19 024  | 14,45 |
| Liczba głosów ważnych: 131 662 Źródło: Państwowa Komisja Wyborcza |         |       |

### Mandat nr 447 –Polska Zjednoczona Partia Robotnicza
| Kandydat                                                         | Głosów | %     |
| ---------------------------------------------------------------- | ------ | ----- |
| Marek Bartosik                                                   | 37 888 | 38,70 |
| Wiktor Pyrkosz                                                   | 22 301 | 22,78 |
| Liczba głosów ważnych: 97 907 Źródło: Państwowa Komisja Wyborcza |        |       |